# (161989) Cacus
(161989) Cacus – planetoida z grupy Apollo należąca do planetoid bliskich Ziemi oraz potencjalnie niebezpiecznych asteroid. 

## Odkrycie
Została odkryta 8 lutego 1978 roku w Europejskim Obserwatorium Południowym przez Hansa-Emila Schustera. Nazwa planetoidy pochodzi od Kakusa, ziejącego ogniem potwora, syna Wulkana, który ukradł bydło Heraklesowi podczas jego dziesiątej pracy. Przed nadaniem nazwy planetoida nosiła oznaczenie tymczasowe (161989) 1978 CA.

## Orbita
(161989) Cacus okrąża Słońce po eliptycznej orbicie w ciągu 1 roku i 69 dni w średniej odległości 1,12 j.a. W swoim ruchu orbitalnym przecina orbitę Ziemi oraz Wenus, nieprzekraczając orbity Marsa.